# Abd al-Aziz al-Fichtali
Abd al-Aziz al-Fichtali (en arabe : عبد العزيز الفشتالي) ou al-Fichtali (né en 1549, décédé en 1621 ou 1622), de son nom complet Abu Mohammed ou Abu Faris 'Abd el-'Aziz ben Mohammed ben Ibrahim es-Sanhaji al-Fichtali était le secrétaire d'État marocain à la correspondance et poète de la cour d'Ahmed al-Mansour. Al-Fichtali a composé 69 poèmes, comptant 1016 vers. Le seul travail survivant d'al-Fichtali, en tant que scribe principal de la cour d'al-Mansour est : Manahil al-safa fi ma'athir mawalina al-shurafa ( مناهل الصفا في أخبار الملوك الشرفا ). Éditeur: Abd al-Karim Kurayyim (Rabat, 1973). Cet ouvrage est considéré comme une source importante pour la connaissance la dynastie d'Ahmed al-Mansour. Al-Fishtali était originaire de Fichtala dans la région du dir de Beni Mellal .